# Yanic Truesdale
Pour les articles homonymes, voir Truesdale.
Yanic Truesdale est un acteur canadien, né le 17 mars 1970 à Montréal (Canada). Il est connu pour son rôle de Michel Gerard dans la série américaine Gilmore Girls. Il parle anglais et français.

## Biographie
Truesdale a étudié le théâtre au Cégep de Saint-Hyacinthe ainsi qu'au Lee Strasberg Institut de New York. Il a lancé sa carrière d’acteur à l’âge de 17 ans.
En 1995, il incarne un des personnages principaux de la série Majeurs et vaccinés, ce qui lui vaut une première nomination au gala des Prix Gémeaux en tant que premier rôle masculin.
Il possède la double citoyenneté du Canada et des États-Unis.

## Filmographie

### Cinéma
- 2020 : Mon année à New York (My Salinger Year) de Philippe Falardeau : Max

### Télévision
- 1990-1991 : D'amour et d'amitié : Joseph-Antoine
- 1990-1996 : Jamais deux sans toi : Arsenio Samuels
- 1996 : Majeurs et vaccinés : Philippe Tessier
- 1997 : Un gars, une fille : Guide de musée
- 2000-2007 : Gilmore Girls :  Michel Gerard
- 2006 : Tout sur moi : lui-même
- 2012 : Mauvais Karma : Yan Patrick
- 2014 : La Théorie du K.O. : Patrick
- 2016 : Les Parent : M. Lavigne
- 2016 : Gilmore Girls : Une nouvelle année : Michel Gérard
- 2020 : Romance par accident
- 2021 : God's Favorite Idiot : Chamuel[4]
- 2021-2023 : Les Mecs : Étienne Lebeau[5]